# Месть Антонио
«Месть Антонио» (англ. Antonio’s revenge) — трагедия английского драматурга Джона Марстона, впервые опубликованная в 1602 году, продолжение пьесы «Антонио и Меллида».
Действие пьесы происходит в Венеции. Главному герою является призрак отца, который рассказывает, что был отравлен дожем Пьеро, задумавшим жениться на его вдове. Антонио притворяется сумасшедшим, чтобы отомстить. С точки зрения сюжета «Месть Антонио» тесно связана с «Пра-Гамлетом», с точки зрения стилистики — с «Испанской трагедией» Томаса Кида. Кроме того, исследователи видят здесь влияние трагедий Сенеки.